# Oreopsyche desertorum
Oreopsyche desertorum är en fjärilsart som beskrevs av Turati 1927. Oreopsyche desertorum ingår i släktet Oreopsyche och familjen säckspinnare. Inga underarter finns listade i Catalogue of Life.